# Modibo Diakité
Pour les articles homonymes, voir Diakité.
Modibo Diakité, né le 2 mars 1987 à Bourg-la-Reine, est un footballeur franco-malien qui évolue au poste de défenseur.

## Biographie
Le 5 février 2015, libre de tout contrat depuis son départ du Deportivo La Corogne, il s'engage avec Cagliari.

## Palmarès
- Vainqueur de la Coupe d'Italie en 2009
- Vainqueur de la Supercoupe d'Italie en 2009